# Provincia Taranto
Taranto este o provincie în regiunea Puglia în Italia.